# Jean-François Copé
Jean-François Copé (født 5. maj 1964 i Boulogne-Billancourt, Hauts-de-Seine) er en fransk politiker, der er formand for landets konservative parti Union pour un Mouvement Populaire, som han desuden har repræsenteret i Assemblée Nationale siden 2002. Siden 2005 har han desuden været borgmester i Paris-forstaden Meaux; en post han også havde fra 1995 til 2002.
Copé fungerede som talsperson for regeringen fra 2002 til 2007 og var i samme periode også bl.a. finansminister. I 2010 blev han generalsekretær for UMP, og i november 2012 blev han med 50,03% af stemmerne, efter et kaotisk valg, valgt til formand for partiet.
Han er uddannet fra École Nationale d'Administration og Institut d'études politiques de Paris, og har bl.a. arbejdet i finansvirksomheden Dexia. Han er gift for anden gang og far til fire.